# Ares V
Ares V var raketten (tidligere kaldt Cargo Launch Vehicle, CaLV (da:fragtopsendelsesfartøj)) der virkede som lastelementet i det nu afbrudte Constellation-rumprogram. Ares V skulle have opsendt jordafgangstrinnet og Altair månelanderen, hvis NASA skulle vende tilbage til Månen omkring 2020. Ares V ville skulle komplementere Ares I, som blev designet til at medbringe besætningen. Ares V ville kunne medbringe 130 tons last til lavt jordkredsløb eller 65 tons til Månen. Ares I og V er opkaldt efter den græske krigsgud Ares, som romerne kaldte Mars.
Originalt planlagte Ares V-flyvninger.
| Årstal | Navn     | Beskrivelse                             |
| ------ | -------- | --------------------------------------- |
| 2018   | Ares V-Y | jomfruflyvning                          |
| 2019   | Altair 1 | ubemandet rundt om Månen                |
| 2019   | Altair 2 | første månelanding i det 21. århundrede |
| 2020   | Altair 3 | månelanding                             |
| 2020   | Altair 4 | månelanding                             |

| Rumfart | Spire Denne artikel om rumfart er en spire som bør udbygges. Du er velkommen til at hjælpe Wikipedia ved at udvide den. |